# 扎赉诺尔站
扎赉诺尔站是位于内蒙古自治区呼伦贝尔市满洲里市新开河镇的一个铁路车站，有滨洲铁路经过该站，距离哈尔滨站906公里。车站建于1901年，现办理客运货运业务，隶属哈尔滨铁路局海拉尔车务段，是二等站。

## 历史
扎赉诺尔站建于1901年，1903年7月正式运营。车站名称来源于达赉湖的蒙古语。车站在建成初期为客货运三等站，设有7条到发线、1条货物线。1988年4月升为二等站，同时管辖滨洲铁路扎兰屯至满洲里区间小站。1998年12月8日车站建制并入海拉尔车务段:666。
海满复线后，扎赉诺尔站设有2条正线、5条到发线、4条调车线和3条货物线，另外设有工务线、安全线、机待线和边修线各1条，牵出线2条，以及通往扎赉诺尔煤业有限责任公司和大庆油田有限责任公司储运销售分公司满洲里输油总站（建于2000年:666）的专用线。